# 奥好義
奥 好義（おく よしいさ、1857年11月8日〈安政4年9月22日〉 - 1933年〈昭和8年〉3月6日（9日とも））は、明治・大正・昭和時代の雅楽師、作曲家。

## 経歴
安政4年（1857年）9月22日（生年は安政5年（1858年）、誕生日は9月20日とも）、京都生まれ。1870年東上、宮内省雅楽局で雅楽を演奏し、また洋楽を教習した。1879年から松野クララにピアノを師事した。

## 作曲作品・特徴
複数の『君が代』の中で、奥の『君が代』が祝日大祭日唱歌に選ばれた。ただし官報発表は林廣守撰となっている。
他に『婦人従軍歌』、『金剛石』、『天長節』、『富士川小学校校歌』、『勇敢なる水兵』などの作がある。『勇敢なる水兵』は替え歌され『のらくろの歌』としても知られる。